# Dicepolia
Dicepolia là một chi bướm đêm thuộc họ Crambidae.

## Các loài
- Dicepolia aerealis Hayden, 2009
- Dicepolia amazonalis Hayden, 2009
- Dicepolia artoides Hayden, 2009
- Dicepolia bicolor Hayden, 2009
- Dicepolia cuiabalis Hayden, 2009
- Dicepolia marginescriptalis (Kenrick, 1917)
- Dicepolia marionalis (Viette, 1958)
- Dicepolia munroealis (Viette, 1960)
- Dicepolia nigritinctalis Hayden, 2010
- Dicepolia roseobrunnea (Warren, 1889)
- Dicepolia rufeolalis (Mabille, 1900)
- Dicepolia rufitinctalis (Hampson, 1899)
- Dicepolia vaga Hayden, 2009
- Dicepolia venezolalis Hayden, 2009